# Rue de l'Espérance (Paris)
Pour les articles homonymes, voir Rue de l'Espérance.
La rue de l'Espérance est une voie située dans le quartier de la Maison-Blanche du 13e arrondissement de Paris.

## Situation et accès
La rue de l'Espérance relie la rue Barrault à la rue de la Butte-aux-Cailles.

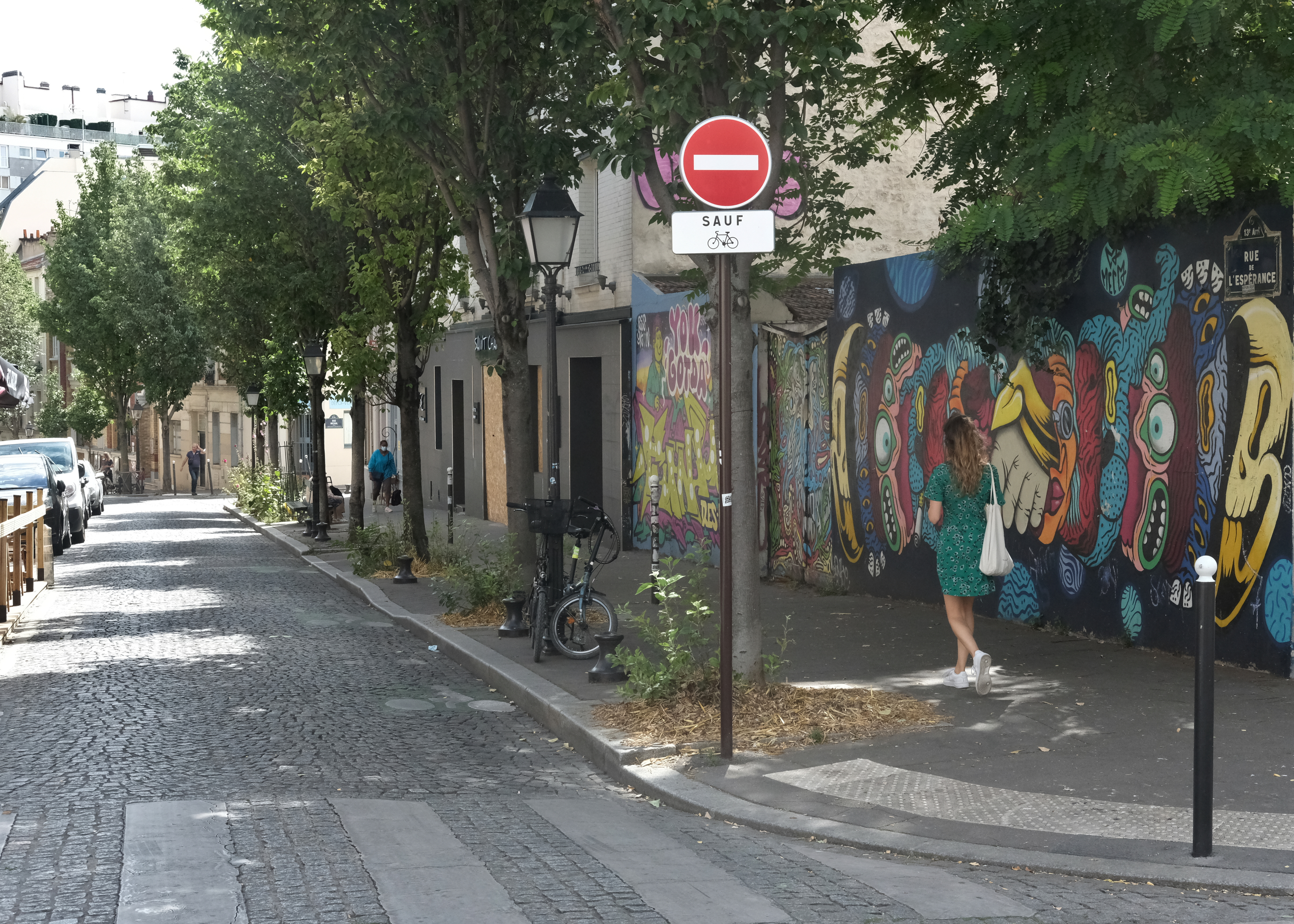
La rue de l'Espérance vue depuis la place de la Commune-de-Paris (Paris XIII).
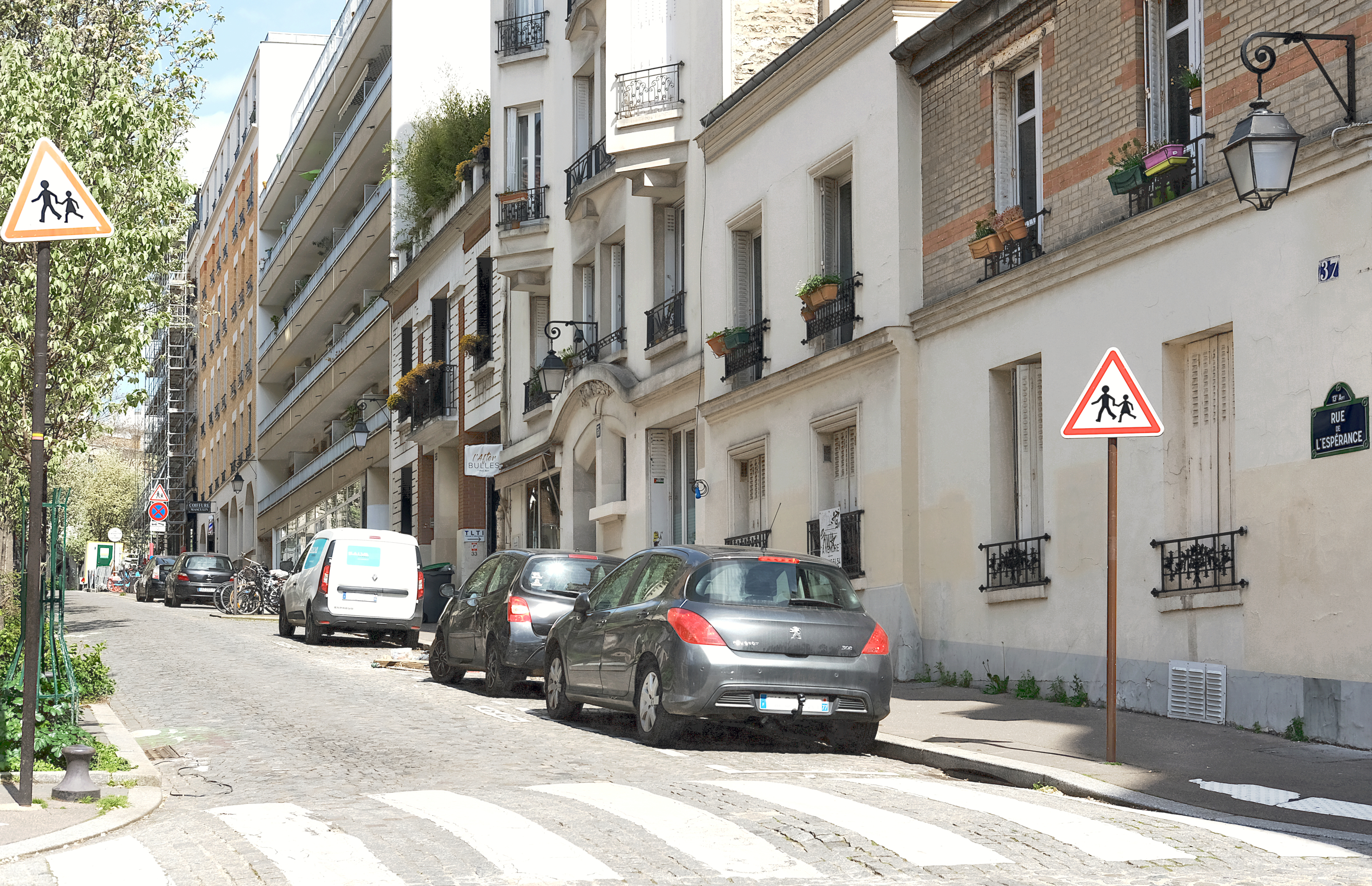
La rue vue depuis la rue de Tolbiac.

## Origine du nom
Le propriétaire lui a fait donner, on ne sait trop pourquoi, le nom de l'Espérance.

## Historique
Cette rue est une partie du chemin de la Butte-aux-Cailles qui a donné naissance, en 1845 et sous leurs noms actuels, à la rue de la Butte-aux-Cailles, à la « rue de l'Espérance » et à la partie de la rue du Moulin-des-Prés entre le boulevard d'Italie et la rue Vandrezanne, voies alors situées sur la commune de Gentilly.
Elles sont classées dans la voirie parisienne par décret du 23 mai 1863. Elle constitue un accès à la Butte-aux-Cailles à partir du sud et de la rue de Tolbiac.

## Bâtiments remarquables et lieux de mémoire
- Fontaine Wallace à l'angle de la rue de la Butte-aux-Cailles.

- Nombreux exemples de l'art urbain.

En avril 2024.
En septembre 2024.